# Hongdian Huizu Xiang
Hongdian Huizu Xiang (kinesiska: 红甸, 红甸回族乡) är en socken i Kina. Den ligger i provinsen Yunnan, i den sydvästra delen av landet, omkring 210 kilometer sydost om provinshuvudstaden Kunming. Antalet invånare är 12 332. Befolkningen består av 6 147 kvinnor och 6 185 män. Barn under 15 år utgör 25,0 %, vuxna 15-64 år 67 %, och äldre över 65 år 7,0 %.
Genomsnittlig årsnederbörd är 1 301 millimeter. Den regnigaste månaden är juli, med i genomsnitt 272 mm nederbörd, och den torraste är februari, med 14 mm nederbörd.